# Czyszki (rejon buski)
Czyszki (ukr. Чишки) – wieś w obwodzie lwowskim, w rejonie złoczowskim na Ukrainie.
Do 19 lipca 2020 r. w rejonie buskim. 

## Położenie
Wieś położona na północny wschód od Oleska, zaraz na wschód od Kątów i na północ od Podhorców.